# Боднарук, Николай Давыдович
Николай Давыдович Боднарук (8 мая 1942, Букатинка, Винницкая область — 29 апреля 2009) — советский, российский журналист. Зам. главного редактора изданий «Комсомольская правда», «Известия», «Общая газета», главный редактор «Литературной газеты».

Могила Боднарука на Николо-Архангельском кладбище Москвы.

## Биография
Родился 8 мая 1942 года в селе Букатинка (Винницкая область). Окончил художественное училище в Черновцах. Окончил факультет журналистики МГУ, после которого, в 1969 году, пошёл работать в газету Комсомольская правда.
В «Комсомольской правде» занимал должности корреспондента, члена редколлегии, редактора группы отделов, ответственного секретаря, собственного корреспондента в Австралии.
С 1985 по 1996 год работал заместителем главного редактора газеты «Известия», с 1996 по 1997 года — первого заместителя главного редактора «Общей газеты».
В 1997 году стал главным редактором «Литературной газеты».
Работал советником председателя Внешэкономбанка.
Умер 29 апреля 2009 года в Москве.